# 祗園
もしかして
- 祇園[注 1]

ではありませんか？